# Catagramma lilliputa
Catagramma lilliputa är en fjärilsart som beskrevs av Dillon 1948. Catagramma lilliputa ingår i släktet Catagramma och familjen praktfjärilar. Inga underarter finns listade i Catalogue of Life.